# Renée Rienties
Renée Rienties (1993) is een Nederlandse striptekenares en illustratrice.

## Biografie
Rienties studeerde in 2015 af aan het Cibap in Zwolle, richting Multimedia, maar ze verkoos een carrière als onafhankelijk striptekenares en illustratrice. In haar jeugd was ze een grote fan van Japanse manga-stripverhalen en later Amerikaanse comics. Ze leerde als autodidact van jongs af aan die tekenstijlen aan. Professioneel werkt ze met een digitale tekentablet.
In 2016 maakte ze haar professioneel debuut met de gagstrip My Daily Life Comics. In 2017 kwam de strip Oyasumi uit, een bundeling van drie horrorverhalen, getekend door drie Nederlandse mangaka, onder wie Rienties met haar verhaal Distortia. In 2018 tekende ze een kortverhaal voor de Hollandsch Manga-anthologiereeks. Haar verhaal was een mengeling van mysterie, thriller en horror.
Sinds 2020 is Rienties illustratrice voor de jeugdboekenreeks Snelle Sam, met onder meer de Nederlandse Formule 1-presentator Olav Mol als schrijver. In 2022 was ze initiatiefneemster voor de strip-anthologiereeks Figments of Passion, die gefinancierd werd met crowdfunding. De reeks bundelt elf kortverhalen van stripartiesten over de hele wereld. Datzelfde jaar bekwam ze de opdracht als striptekenares voor een jeugdstripreeks rond de Vlaamse popster Camille, waarvan het eerste deel Camille - Niet te stoppen! in augustus 2023 verscheen.
Naast striptekenares werkt Rienties als illustratrice aan commercials en promotiewerk voor bedrijven, bijvoorbeeld voor het Formule 1-programma van de Nederlandse zender Ziggo Sport in 2019. In haar typische manga-tekenstijl maakte ze de illustraties voor een promofilmpje voor de zeventiende Grand Prix op het circuit van Suzuka in Japan.
Verder werkt ze als mangacoördinator en curator voor The Big Draw Nijmegen, dat deel uitmaakt van een internationaal kunst- en educatieprogramma in Nederland, Japan en Zuid-Korea. In 2022 was ze een van de zes illustrators in het Ripple-project van The Big Draw. Ze werden gedurende 24 uur in het Besiendershuis in Nijmegen opgesloten met de opdracht een kortverhaal te creëren die waarschuwde voor de gevaren van fast fashion of bewust maakte minder plastiek in de natuur weg te smijten.

### Reeksen
- Snelle Sam (2020-heden)
- Sisterhood (2021-2022, kortverhalen in deel 1 & 2)
- Camille (2023-heden)
  - Niet te stoppen!
  - In vuur en vlam!
  - Maskers af!

## Onderscheidingen
- “Gouden Wullok” op het vijfde Oostends Stripweekend in 2024 voor het beste Nederlandstalige stripdebuut met de stripreeks Camille.